# Podróżowanie w czasie
Podróżowanie w czasie – przemieszczanie się w przód (odbiegające od „naturalnego” tempa upływu czasu) lub przemieszczanie się w tył w czasie, w sposób podobny do przemieszczania się w przestrzeni.
Współczesne teorie fizyczne dopuszczają możliwość takiej podróży w przód w czasie, zmniejszając szybkość upływu czasu. Uzyskanie znaczącej zmiany upływu czasu dla ciała o masie człowieka przekracza jednak obecne możliwości techniczne. Istnieje rozbieżność w stosunku do podróży wstecz w czasie. Naukowcy z Uniwersytetu w Toronto potwierdzili będące dotąd w sferze spekulacji pojęcie czasu ujemnego funkcjonującego na poziomie kwantowym. Zaobserwowano, że fotony podczas absorpcji i emisji przez atomy mogą wykazywać zachowania, które sugerują istnienie ujemnych interwałów czasowych.
W kręgach naukowych trwają dyskusje na ten temat, choć unika się nienaukowego określenia podróży i przeniesienia w czasie na rzecz takich określeń, jak zamknięte krzywe czasopodobne. Podróże w czasie są często tematem literatury popularnonaukowej i fantastycznonaukowej.

## Źródła koncepcji

### Czas jako wartość stała
Najstarszym przykładem podróżującego w czasie miał być Epimenides z Krety, bohater licznych legend. Według jednej z nich miał w dzieciństwie zasnąć w jaskini i obudzić się po 57 latach.
Augustyn z Hippony zastanawiał się w XI księdze Wyznań nad nieuchwytnością czasu i faktem, że przeszłość i przyszłość nie istnieją w teraźniejszości. Według Augustyna nie da się rzeczywiście zmierzyć czasu pomiędzy dwoma zdarzeniami, gdyż pierwsze zdarzenie przeminęło i już nie jest do dyspozycji pomiaru. Czas wydaje się jednak być nieodłączny z ruchem materii i na podstawie tego – np. wskazówki zegara, dokonujemy jego subiektywnego pomiaru. Oznacza to, że czas nie jest czymś absolutnym i obowiązującym zawsze i wszędzie na tych samych zasadach.
W naukach ścisłych przez wieki utrzymywał się obraz czasu jako pewnego rodzaju eteru, który jest niezależny od materii i przestrzeni i jednakowy w całym Wszechświecie. Dopiero teoria względności Alberta Einsteina zerwała z taką koncepcją czasu. Okazało się, że tempo upływu czasu jest zależne od materii i energii, a sam czas nieodłącznie związany jest z przestrzenią tworząc tzw. czasoprzestrzeń. Einstein udowodnił, że czas płynie z różną szybkością w zależności od układu odniesienia, a do tego jest po prostu kolejnym wymiarem, takim jak długość, szerokość, wysokość (głębokość). Sam Einstein utrzymywał, że podróże w czasie są sprzeczne z zasadami fizyki, ponieważ wymagałyby podróżowania z prędkością większą od prędkości światła. A nawet gdyby podróżnikom w czasie udało się osiągnąć prędkość światła, czas by się dla nich zatrzymał, a oni sami przestaliby się poruszać.

### Konsekwencje relatywistyki
Pierwsze przewidywania pozwalające na podróże w przyszłość wynikały bezpośrednio z teorii względności. Również na jej podstawie bazują pierwsze hipotezy o cofnięciu się w czasie, w związku z przekroczeniem prędkości światła w próżni oraz w modelu kosmologicznym Gödla z 1949 roku. Sugerował on, że podróże w czasie będą możliwe, o ile nauczymy się zakrzywiać czasoprzestrzeń. Wychodząc z założenia, że materię można zamienić w energię, doszedł do wniosku, że teoretycznie można znaleźć się w dowolnym punkcie przyszłości lub przeszłości, a do takiej podróży wystarczy prędkość 800 mln km/h (70,7% prędkości światła), a relatywizm załatwi resztę. Także przedstawiony w 1988 roku przez Kipa Thorne’a model wehikułu czasu, bazujący na tunelach czasoprzestrzennych, stał się nowym impulsem w badaniach naukowych.
Obraz podróży w czasie ukazywany przez media był często oparty na rezultatach takich nowych hipotez naukowych. I odwrotnie, zauważa się też wpływ literatury i filmu na pracę naukową, gdyż inspirują one fizyków do zajmowania się tematyką podróży w czasie.
Idea podróży w czasie wiąże się z paradoksami przyczynowo–skutkowymi. Znanym przykładem takiego paradoksu jest historia o mężczyźnie, który trafia do czasu przed narodzinami własnych rodziców i zabija własnego dziadka. A ponieważ jego dziadek nie istniał, nie mógł się narodzić jego ojciec – zatem jakim cudem narodził się sam mężczyzna? I kto właściwie cofnął się w czasie, by zabić dziadka? Na tak postawione pytanie nie ma racjonalnej odpowiedzi.

## Podróże w przyszłość

### Teoria względności
Według teorii względności dla obiektów poruszających się szybciej lub w silniejszym polu grawitacyjnym następuje dylatacja czasu – czas płynie wolniej względem innych obiektów i rejonów wszechświata. Różnica jest tym większa, im bardziej obiekt zbliża się do prędkości maksymalnej – prędkości światła w próżni – lub im bliżej znajduje się środka masy masywnego ciała. Dla ciał posiadających masę spoczynkową osiągnięcie prędkości światła w próżni jest niemożliwe, mogą się one tylko do niej zbliżyć.
Dla obiektu poruszającego się z prędkością światła w próżni dylatacja czasu staje się nieskończenie wielka i czas nie istnieje – kurczy się do zera. Cząstki nieposiadające masy spoczynkowej, np. fotony, poruszają się z prędkością światła w próżni i nie „odczuwają” czasu. Dylatacja umożliwia względne przyspieszenie – dzięki czemu staje się możliwa podróż w przyszłość – oraz względne spowolnienie biegu czasu.

### Dylatacja

#### Dylatacja związana z ruchem
Dylatacja związana z prędkością ciał (dylatacja kinetyczna) jest opisana przez szczególną teorię względności. Im obiekt porusza się szybciej, tym wolniej płynie jego czas względem układu odniesienia, w którym się porusza. Wielkość dylatacji wyraża wzór:
{\displaystyle \gamma ={\frac {1}{\sqrt {1-{\frac {v^{2}}{c^{2}}}}}},}
gdzie:
c – prędkość światła w próżni,
v – prędkość obiektu.
Tak więc pilot lecącego odrzutowca starzeje się wolniej niż jego koledzy pozostali na lądzie. Jak jednak łatwo wyliczyć za pomocą wzoru, różnice te nawet przy największych spotykanych na co dzień prędkościach są tak minimalne, że da się je zauważyć tylko przy pomocy specjalnych urządzeń pomiarowych – stanowią tysięczne lub nawet tylko milionowe części sekundy.

#### Dylatacja związana z grawitacją
Dylatacja związana z oddziaływaniem sił grawitacyjnych (dylatacja grawitacyjna) jest opisana przez ogólną teorię względności. Im bliżej ciała o bardzo dużej masie tym wolniej płynie czas względem dalej położonych i spoczywających względem ciała regionów. Tak więc czas płynie wolniej na powierzchni Ziemi, niż na wysokim szczycie, gdyż na powierzchni Ziemi potencjał grawitacyjny ma mniejszą wartość. Również dla dylatacji grawitacyjnej różnice w upływie czasu mierzone na naszej planecie są minimalne i nie przekraczają miliardowych części sekundy. Wzór na obliczenie grawitacyjnej dylatacji to w najprostszym przypadku dla ciał spoczywających:
{\displaystyle \gamma ={\frac {1}{\sqrt {1-{\frac {2Gm}{c^{2}r}}}}},}
gdzie:
c – prędkość światła w próżni,
G – stała grawitacji,
m – masa ciała,
r – odległość od środka ciała.

#### Podróż szybkim statkiem kosmicznym
Dokonując podróży szybkim statkiem kosmicznym mogącym osiągnąć prędkości bliskie prędkości światła w próżni z dużym przyspieszeniem, możliwa byłaby podróż w dowolnie daleką przyszłość we względnie krótkim czasie. Gdyby jednak nałożyć ograniczenie, że przyspieszenie nie może przekraczać wartości szkodliwych dla ludzkiego organizmu, czas takiej podróży odpowiednio się wydłuży, gdyż potrzebne będą dłuższe okresy, aby zbliżyć się do prędkości maksymalnej.
By osiągnąć prędkość bliską prędkości światła w próżni z przyspieszeniem 10 m/s² (naturalne przyspieszenie grawitacyjne Ziemi), potrzeba by było około jednego roku. W tym czasie na Ziemi mogłoby jednak minąć nawet kilka stuleci. Teoretycznie wyobrażalna jest więc podróż w przyszłość poprzez lot szybkim statkiem kosmicznym i zatoczenie kręgu w kosmosie, np. dookoła bliskiej gwiazdy, by powrócić na Ziemię, na której minęło znacznie więcej czasu (zobacz: paradoks bliźniąt).

#### Gwiazdy neutronowe i czarne dziury
Na gwiazdach neutronowych, których gęstość jest szczególnie wielka (1012 kg/cm³), siła grawitacji jest tak ogromna, że grawitacyjna dylatacja czasu prowadzi do ciekawych efektów na powierzchni takiej gwiazdy. Różnice w tempie upływu czasu stają się zauważalne na odległościach rzędu kilku metrów.
Choć życie na powierzchni takiej gwiazdy jest niemożliwe, to hipotetycznie można sobie wyobrazić, że gdyby istniały na nich wieżowce, czas płynąłby kilka razy szybciej na najwyższym piętrze niż na parterze. Gdyby więc hipotetyczny mieszkaniec gwiazdy neutronowej miał do rozwiązania czasochłonny problem, to mógłby wjechać windą do biura na 50 piętrze i przepracować tam 8 godzin. Po zjechaniu na parter stwierdziłby, że na powierzchni minęła dopiero 1 godzina. Nie jest to jednak podróż wstecz w czasie, a jedynie zmiana tempa jego upływu. Z 50. piętra obserwowałby swoich kolegów na dole wolnych jak na zwolnionym filmie, a oni jego odwrotnie, jak w mocno przyspieszonym. Jeszcze bardziej ekstremalną odmianę tego zjawiska postuluje się w związku z czarnymi dziurami. Na horyzoncie zdarzeń czarnej dziury czas skurczyłby się do zera.
Efekty grawitacyjne dopuszczają teoretyczną podróż w przyszłość poprzez lot statkiem kosmicznym w pobliżu czarnej dziury albo poprzez pobyt w pustym środku bardzo masywnego obiektu – np. kilkumetrowej studni o masie kilkuset planet. Praktyczna realizacja wydaje się tu być jeszcze trudniejsza niż w przypadku dynamicznej dylatacji.
Stephen Hawking uważał, że czarne dziury wcale nie umożliwiają podróży w czasie, ponieważ wszystko co dostaje się do wnętrza czarnej dziury , zmniejsza się do rozmiarów osobliwości.

#### Eksperymentalnie potwierdzona dylatacja czasu
Zjawisko dylatacji czasu można zmierzyć na Ziemi porównując czas pod powierzchnią Ziemi, na wysokości morza oraz na szczytach wysokich gór. Również mierzenie czasu w samolotach potwierdza różnice. Jeszcze wyraźniejsze wyniki uzyskuje się w satelitach na orbitach okołoziemskich.
W 1959 roku w ramach eksperymentu Pounda-Rebki-Snidera zaobserwowano grawitacyjne przesunięcie ku czerwieni (zobacz też przesunięcie ku czerwieni) światła wyemitowanego ze źródła znajdującego się niżej ku podłożu, gdzie siła grawitacji jest większa. Ulepszona wersja eksperymentu w 1964 roku potwierdziła przewidywania ogólnej teorii względności z dokładnością do 1%.
Dylatacja związana z prędkością obiektów została zaobserwowana w wielu eksperymentach m.in. podczas obserwacji mionów oraz przy mierzeniu upływu czasu w lecących odrzutowcach i na pokładzie stacji kosmicznej Mir. Wpływ dylatacji ma duże znaczenie w technologii satelitarnej i musiał zostać uwzględniony m.in. w systemach nawigacji satelitarnej, np. w amerykańskim systemie GPS.

### Percepcja czasu
Poprzez tzw. hibernację możliwe byłoby wysłanie żywych organizmów, również ludzi, w stanie bardzo długiego snu, z drastycznie spowolnionymi lub wstrzymanymi procesami życiowymi, podczas którego organizm się nie starzeje, na podróż do odległych gwiazd i planet. W chwili dotarcia osoby zostałyby „rozbudzone” i mimo że ich odczucie podpowiadałoby im, że minęło tylko kilka godzin, w rzeczywistości znaleźliby się kilka stuleci w przyszłości. Percepcja jest jedynie subiektywnie odczutą podróżą w przyszłość i dlatego nie klasyfikuje się jako rzeczywisty sposób podróżowania w czasie z punktu widzenia fizyki.

## Podróże w przeszłość
Podróżowanie w przeszłość, czyli cofnięcie czasu, jest tematem sporów i badań w fizyce. Choć nie udało się udowodnić, że takie podróże są niemożliwe, to niektórzy naukowcy uważają, że nawet gdyby były możliwe, nie udałoby się nam zorganizować takiej podróży w praktyce ze względu np. na nieosiągalną dla cywilizacji ludzkiej ilość energii potrzebnej do takiej podróży. Szczególne modele wszechświata w ogólnej teorii względności dopuszczają podróże wstecz w czasie, jednak obserwacje astronomiczne wskazują na to, że Wszechświat nie spełnia takich warunków. Obecnie istnieje kilka hipotez odnośnie do możliwości cofnięcia się w czasie, które bazują na:
- ruchu z prędkością nadświetlną,
- efektach związanych z czarnymi dziurami,
- tunelach czasoprzestrzennych,
- napędzie Alcubierre’a,
- zakrzywionej czasoprzestrzeni.

Podróże w przeszłość mogłyby wiązać się z powstaniem paradoksu dziadka i wehikułu czasu.

### Patrzenie w przeszłość
Odległości od gwiazd i galaktyk są olbrzymie. Im dalej od Ziemi znajduje się dana gwiazda lub galaktyka, tym dłużej biegnie do Ziemi jej światło, więc widzimy te obiekty tak, jak wyglądały one dawno temu. Światło z Neptuna potrzebuje 4 godzin aby dotrzeć do Ziemi, więc astronomowie wiedzą jak wyglądał Neptun 4 godziny wcześniej. Najbliżej Słońca leży Proxima Centauri znajdująca się w odległości 4,3 roku świetlnego – oznacza to, że jej światło potrzebuje ponad 4 lat by dotrzeć do Ziemi, zaś światło z Galaktyki w Andromedzie rozpoczęło swoją podróż dwa miliony lat temu, czyli zanim na Ziemi pojawili się ludzie podobni do współczesnych i nie wiadomo jak dziś wygląda ta galaktyka. Spoglądanie w głąb przestrzeni kosmicznej jest więc równoznaczne z patrzeniem w przeszłość, a teleskopy są swego rodzaju wehikułami czasu.

## Budowa wehikułu czasu
Nowojorski fizyk Michio Kaku podaje w książce Hiperprzestrzeń sposób na zbudowanie wehikułu czasu, opierając swoje obliczenia na ogólnej teorii względności Einsteina. Urządzenie miałoby się składać z dwóch komór. W każdej z nich umieszcza się dwie równoległe płytki. Potężne pole elektryczne wytworzone między płytkami powinno teoretycznie rozerwać czasoprzestrzeń, tworząc lukę, łączącą obie komory. Jedna z nich zostaje następnie wysłana w daleką i bardzo szybką podróż. Po jej powrocie na dwóch końcach tunelu czasoprzestrzennego czas będzie płynął inaczej. Ktoś, kto zbliżyłby się do jednego z końców, zostałby wówczas przeniesiony w przeszłość lub przyszłość. Jedną z przeszkód na drodze do zbudowania takiego urządzenia jest fakt, że przy obecnej technologii nie da się wytworzyć pola elektrycznego o wystarczająco dużym natężeniu.

## Słabe punkty podróży w czasie
Inaczej niż we wczesnych teoriach Kurta Gödla dotyczących prędkości jakich wymagałaby podróż w czasie, współcześni naukowcy twierdzą, że aby tego dokonać, trzeba by się poruszać szybciej niż światło. To jednak jest niemożliwe. Przy zbliżaniu się do prędkości światła, czas zacząłby zwalniać, a po osiągnięciu tej prędkości zatrzymałby się gwałtownie. Kiedy czas przestaje płynąć, dalsze poruszanie się jest niemożliwe. Jedynym sposobem, aby to ominąć, jest przejście przez tunel czasoprzestrzenny z potężnym ładunkiem elektrycznym, który „przytrzymałby drzwi” otwarte wystarczająco długo. Alternatywą jest podróż w wirującej czarnej dziurze. Wówczas przekraczanie prędkości światła nie byłoby konieczne.
Cofanie się w czasie prowadzi do klasycznego paradoksu: jeżeli masz możliwość cofania się w czasie, masz możliwość zmieniania przeszłości, a więc uzyskujesz wpływ na przyszłość. Pomysł ten niesie ze sobą pewne problemy. Jeśli cofniesz się w czasie, by zamordować własną babcię, nie będziesz mógł się urodzić, a zatem twoja babcia nie umrze, bo nie będzie ciebie – tego, który ma ją zabić. Podobna łamigłówka pojawia się w filmie Roberta Zemeckisa Powrót do przyszłości: Michael J. Fox cofa się w czasie i nieświadomie uniemożliwia swoim rodzicom spotkanie się, przez co unieważnia własne istnienie.
Oprócz występowania paradoksów i niemożności osiągnięcia prędkości większej od prędkości światła, nasuwa się kolejne pytanie: skoro podróż w czasie jest możliwa, to dlaczego nie przybył do nas jeszcze nikt z przyszłości? Jedno ze zgrabnych wyjaśnień mówi, że wehikuł czasu nie może się cofnąć do czasów sprzed jego powstania, gdyż musiałby wówczas zniknąć, a wraz z nim jego załoga. Wehikuł czasu może jedynie pozwalać na wybieganie w przyszłość i powrót do punktu wyjścia.
Stephen Hawking nie wierzył, by warunki panujące we wszechświecie dopuszczały podróż w czasie. Powołuje się na coś, co określa jako domniemanie zabezpieczenia chronologii. To hipotetyczne prawo miałoby uniemożliwiać podróż w czasie, wraz z towarzyszącymi jej paradoksami i obawami. Jego działanie polegałoby na zapobieganiu zmianom, których ktoś chciałby dokonać w przeszłości. Na przykład gdyby ktoś chciał zamordować swoją babcię, na przeszkodzie stanęłoby coś, co Hawking nazywał „kosmicznym czujnikiem”. Chociaż prawa fizyki nie wykluczają teoretycznej możliwości podróży w czasie, wielu twierdzi, że zaprzeczałoby to zdrowemu rozsądkowi. Z drugiej strony ten sam argument wysuwano niegdyś przeciwko podróżom kosmicznym.